# Maritza Martén
Maritza Martén (Párraga, 17 augustus 1963) is een Cubaans atlete, die gespecialiseerd is in het discuswerpen. Ze werd olympisch kampioene.
Martén nam tweemaal deel aan de Olympische Zomerspelen en won in 1992 de gouden medaille bij het discuswerpen.

## Titels
- Pan-Amerikaans kampioen 1987
- Olympisch kampioene discuswerpen - 1992

## Persoonlijks records
| Onderdeel    | Prestatie | Plaats  | Datum        |
| ------------ | --------- | ------- | ------------ |
| discuswerpen | 70,68 m   | Sevilla | 18 juli 1992 |

## Palmares

### discuswerpen
- 1987:  PAG - 57,06m
- 1987: 9e WK - 62,00 m
- 1991: 10e WK - 62,40 m
- 1992:  OS - 70,06 m
- 1993: 4e WK - 64,62 m
- 1995: 4e WK - 64,36 m
- 1996: 16e OS - 60,08 m

1928: Halina Konopacka ·
1932: Lillian Copeland ·
1936: Gisela Mauermayer ·
1948: Micheline Ostermeyer ·
1952: Nina Romasjkova ·
1956: Olga Fikotová ·
1960: Nina Romasjkova ·
1964: Tamara Press ·
1968: Lia Manoliu ·
1972: Faina Melnik ·
1976: Evelin Schlaak ·
1980: Evelin Jahl ·
1984: Ria Stalman ·
1988: Martina Hellmann ·
1992: Maritza Martén ·
1996: Ilke Wyludda ·
2000: Ellina Zvereva ·
2004: Natalja Sadova ·
2008: Stephanie Brown-Trafton ·
2012: Sandra Perković ·
2016: Sandra Perković ·
2020: Valarie Allman ·
2024: Valarie Allman
- World Athletics: 14263498